# ناریمانوف، اوبلاست آستراخان
شهر ناریمانوف، اوبلاست آستراخان (به روسی: Нариманов) در کشور روسیه و در اوبلاست آستراخان واقع شده‌است.